# Sherve Peak
Der Sherve Peak ist ein 2200 m hoher Berggipfel auf der antarktischen Ross-Insel. Er ragt im Westteil des Guardrail Ridge in den Kyle Hills auf.
Das Advisory Committee on Antarctic Names benannte ihn im Jahr 2000 nach John Sherve, der als Manager des Unternehmens Antarctic Support Associates (ASA) aus Denver im Auftrag der National Science Foundation zwischen 1988 und 1998 mehrfach auf der McMurdo-Station tätig war.